# Mary Kerridge
Mary Kerridge, född 3 april 1914 i London, död 22 juli 1999 i Windsor, Berkshire, var en brittisk skådespelerska.

## Rollista i urval
- 1937 – I skuggan av ett brott
- 1948 – Anna Karenina
- 1955 – Richard III
- 1958 – Brott och skratt
- 1958 – Hertig i jeans
- 1960 – Dixon of Dock Green (TV-serie)
- 1985 – Miss Marple (TV-serie)